# Procercocebus
Procercocebus — рід доісторичних павіанів, дуже схожих на лісових мангабеїв